# Birgit Fjelde
Birgit Fjelde (født 23. april 1945 i København) er en tidligere dansk socialrådgiver og politiker som var medlem af Folketinget for Centrum-Demokraterne fra 1973 til 1975.
Fjelde er datter af skibsfører Peter Herluf Fjelde. Hun er født i København i 1945 og blev nysproglig student fra Esbjerg Statsskole i 1964. Herefter blev hun uddannet til 3-sproglig korrespondent fra Handelshøjskolen i København i 1966 og socialrådgiver fra Den Sociale Højskole i København i 1971. Hun har arbejdet som socialrådgiver i Mødrehjælpen i København.
Hun blev medlem af kommunalbestyrelsen i Gladsaxe Kommune i 1972, og blev i 1973 stillet op til Folketinget for det nydannede parti Centrum-Demokraterne i Slagelsekredsen. Hun blev valgt ved folketingsvalget i 1973 i Vestsjællands Amtskreds og var medlem af Folketinget fra 4. december 1973 til 8. januar 1975.